# Compositie (Peeters)
Deze Compositie is een werk van de Antwerpse kunstenaar Jozef Peeters (Antwerpen 1895 - Antwerpen 1960). Het vierkante doek uit 1921 meet 150 x 150 cm en bevindt zich onder inventarisnummer 2924 in de collectie van het Koninklijk Museum voor Schone Kunsten Antwerpen.

## Context
Jozef Peeters was als graficus en schilder een van de eerste abstracte Belgische kunstenaars. Hij stond samen met Michel Seuphor (toen nog Ferdinand Berckelaers) begin jaren 1920 aan de basis van het baanbrekende tijdschrift Het Overzicht. Even later richtte hij samen met de Nederlandse schrijver E. du Perron het tijdschrift De Driehoek op. Het was daarin dat hij zijn Manifest over de Schilderkunst publiceerde. In deze periode werkte hij zuiver abstract en vervaardigde hij twee Composities (1921, KMSKA inv; nr. 2924; 1921, KMSKA inv. nr. 3149). Hij onderhield internationale contacten en wilde samenwerken met avant-gardistische kunstenaars van De Stijl (Nederland) en Der Sturm (Duitsland). Deze pogingen tot internationale samenwerking mislukten echter en de contacten verwaterden zeer snel. Zijn werk en ideeën over de schilderkunst kreeg hij niet verkocht en hij stopte in 1927 abrupt met schilderen. De enige uitzonderingen daarop waren enkele figuratieve doeken voor de directe verkoop. In deze periode ging Peeters echtgenote als onderwijzeres werken en deed de kunstenaar het huishouden. Het was eveneens in deze periode dat hij de muren en het plafonds van zijn flat beschilderde. Pas na het overlijden van zijn echtgenote vatte Peeters zijn schilderscarrière weer aan. Dat was in 1955. Hij nam deel aan enkele groepstentoonstellingen. In 1960 plande hij een retrospectieve tentoonstelling van zijn eigen werk, maar hij overleed even voor de opening ervan.

## Schildertheorie
Aanvankelijk schilderde Peeters luministische en post-impressionistische werken. Dat was reeds tijdens zijn studies aan de Antwerpse Academie. Hij onderging de invloed van vernieuwende stromingen zoals het orphisme, kubisme, futurisme en symbolisme. Ook theosofische denkbeelden komen tot uiting in zijn oeuvre. Door deze invloeden evolueerde zijn werk van een aanvankelijk abstraherende herwerking van de realiteit naar zuiver geometrische constructies. Zijn eerste abstracte werk was volgens de kunstenaar zelf Soldatentoestand of Kaki uit 1920. De titel verwijst daarbij naar de dominerende kleur.
Enkele jaren later publiceerde Peeters in zijn tijdschrift De driehoek het Manifest voor Schilderkunst (7 oktober 1925). Daarin stelde hij onvoorwaardelijk dat de schilderkunst een celebrale kunst is die ontstaat uit de verbeelding en uitsluitend beantwoordt aan de wetten van 2D-vlakschikking. De belangrijkste wet daarbij was volgens de avant-gardistische kunstenaar "een [geometrisch] vlak animeren zonder andere bedoelingen dan de animatie zelve". Hij herdefinieerde schilderkunstige begrippen als algemeen geldend, hoewel ze bedacht waren met abstracte kunst (“Zuivere Beelding”) in het achterhoofd. Peeters’ theorie is een treffende beschrijving van zijn oeuvre van na 1921. Op het einde van dat jaar bande hij namelijk de expressionistische en futuristische dynamiek uit zijn werk en schilderde hij steeds meer vlakkenpatronen.
Peeters hanteerde in zijn oeuvre enkele premissen. Zoals te zien is in deze Compositie uit 1921, vertrok Peeters van het platte vla als geheel. Daarin gaf hij de scheiding aan van twee vlakken die hij hanteerde als plastische elementen in plaats van als motieven. Op die manier erkende hij de intrinsieke dieptewerking van kleur. Ondanks deze erkenning vervulde de kleur in Peeters’ werk niet zijn perspectivistisch-illusionaire functie. Zijn kleur verkreeg de kunstenaar door vermenging van de drie primaire kleuren (geel, rood, blauw) en is dus niet ontleend aan de natuur.
Uitgaande van bovenstaande premissen, ontwikkelde de kunstenaar een werkmethode. Deze bestond er grotendeels in het doek te vullen met vormen en kleren, nadat hij het overlangs verdeeld had door lijnen. In zijn lino’s verving hij de kleuren door zwart, wit of lijnenpatronen. Door deze lino’s onderscheidde hij zich van De Stijl en andere naoorlogse geometrisch-abstracte kunststromingen. Dat wil niet zeggen dat hij er niet verwant aan was; wel wil het zeggen dat hij de beperking tot de drie primaire kleuren, de omlijning van het vlak en het exclusieve gebruik van horizontale en verticale lijnen niet aanvaardde.

## Beschrijving
De kunstenaar hanteerde vanaf de jaren 1920 steeds een schematische opbouw met meetkundige vlakken in basiskleuren op een vierkant grondvlak (hier 150 x 150 cm). De cirkelvlakken die in veel van Peeters’ werken verschijnen, staan symbool voor de oneindige kosmische energiestroom en levenscirkel. Deze cirkels en rechthoeken (sommigen met afgeronde hoeken) balanceren rond een lichte cirkel, net buiten het centrum van de Compositie. Zijn egaal ingekleurde vlakken plaatste hij othogonaal of diagonaal en omsloten door een grote centrale cirkel. Hij schreef daarover:
"Wij kennen sensitief den invloed van geometraal kleurvlak en lijn op den toeschouwer. Deze voeren wij door tot hunne hoogste aangrijpingsmomenten, als voorbeeld neem ik de rust van den rechten hoek, de spanning van den boog en de omsluiting van den cirkel. Deze geometrale vlakken van een doek grijpen aan, leiden u tot zenuwspanning en ontspanning buiten uwen wil om, en genieting der plastiek heeft plaats..."
Wat de voorstelling precies uitbeeldt, is op het eerste zicht niet meteen duidelijk. Meestal verwerkte Peeters specifieke gebeurtenissen. Deze Compositie, geschilderd in oktober 1921, ontstond bijvoorbeeld na een bezoek aan Parijs in de zomer van dat jaar. Daar raakte de kunstenaar gefascineerd door beweging en licht in de metro. Het resulteerde in wat Jan Robert, medewerker aan het Antwerpse Letterenhuis, een “indringende abstracte voorstelling, waar met wat goede wil metrogangen, voortrazende en elkaar kruisende treinstellen, koplampen en felle rode en groene seinen in te herkennen zijn” noemde.
De techniek van het geheel is zeer nauwkeurig. Op die manier slaagde de kunstenaar erin de kleurvlakken niet in elkaar over te laten lopen en ze via een onzichtbare lijnvoering te scheiden.

## Materiële aspecten

### Afmetingen
- 150 × 150 cm (Dagmaat)
- 155 × 155 × 6 cm (Inclusief lijst)

### Signaturen
- J.P./22-10-21
  - Plaats: recto, linksonder
  - Type: handschrift
  - Lettertype: monogram
  - Auteur: Jozef Peeters
  - Datum: 22 oktober 1921

Godelieve Peeters (Antwerpen 1925 – Antwerpen 2009), dochter van de kunstenaar, annoteerde het werk later. Zij schreef “Inspiratiebron: nà reis in Parijs / Metro Parijs”. Ze vergezelde de annotatie ook met een ansichtkaart van het schilderij. Dat catalogiseren, soms inclusief dia of foto, deed ze voor ongeveer 75 werken van haar vader. Dat had tot gevolg dat Peeters’ oeuvre een poëtische petit histoire kreeg. Soms is deze toeristisch, soms huiselijk. De catalogus was oorspronkelijk afkomstig uit het Peeters-appartement, maar bevindt zich momenteel in het Letterenhuis van Antwerpen, net zoals de rest van het archief van de kunstenaar en zijn dochter.

## Provenance
De Compositie uit 1921 hing jarenlang in het appartement aan de De Gerlachekaai te Antwerpen, samen met andere werken die de kunstenaar niet verkocht kreeg. Het was in 1960 te zien in de overzichtstentoonstelling die de kunstenaar organiseerde in het Hessenhuis te Antwerpen (maar die hij zelf niet meer kon bijwonen). Dat was nadat hij was ‘ontdekt’ door de jonge kunstenaars van G58.
Compositie was na de dood van de kunstenaar in het bezit van dochter Godelieve. Zij maakte haar volledige nalatenschap over aan de stad Antwerpen door middel van een eigenhandig geschreven testament. Daartoe behoorden het interieur met alle kunstwerken, meubelen, gebruiksvoorwerpen en archief uit het Peeters-appartement. Zij overleed in 2009, maar het doek zelf werd reeds in 1961 verworven door het Koninklijk Museum voor Schone Kunsten Antwerpen.

## Referentielijst
1. 1 2 3 4 5  Eric Pil, in Het Museumboek. Hoogtepunten uit de verzameling, 2003, p. 216.
2. 1 2 3 4 5  Jan Robert in Zaal Z, JG 2, Nr. 6, 2013, p. 14-19.
3. ↑  In de theosofie zag hij een voorlopig antwoord op zijn moralistische vragen die hij overhield aan de Eerste Wereldoorlog. Die moralistische vragen komen ook tot uiting in Peeters’ kunst. Hij beschouwde deze (zijn “Zuivere Beelding”) dan ook als een “Gemeenschapskunst” waarmee hij zo veel mogelijk mensen wilde bereiken. Het was een ideaal dat hij als co-directeur van het tijdschrift Het Overzicht en als secretaris van de kring Moderne Kunst met nadruk verdedigde.
4. ↑  Jozef Peeters, Manifest voor Schilderkunst in De Driehoek, 7 okt. 1925.
5. ↑  Peter De Laet, in Vouwblad Educatieve Dienst Koninklijk Museum voor Schone Kunsten Antwerpen. De Antwerpse avant-garde, p. 2-4.
6. 1 2  Nanny Schrijvers, in Moderne Meesters in het Koninklijk Museum, 1992, nr. 51.